# Aeropuerto de Sandy Lake
El Aeropuerto de Sandy Lake (del inglés: Sandy Lake Airport) (IATA: ZSJ, OACI: CZSJ) está ubicado adyacente a Sandy Lake, Ontario, Canadá.

## Aerolíneas y destinos
- Wasaya Airways
  - Winnipeg / Aeropuerto Internacional James Armstrong Richardson